# Felix Wilhelm Beielstein
Felix Wilhelm Beielstein (* 30. Januar 1886 in Bochum; † 29. November 1964 in Essen) war ein deutscher Bergingenieur, Geologe und Schriftsteller.

## Leben
Felix Wilhelm Beielstein wurde als Sohn eines Klempnermeisters geboren. Er studierte Bergbau und Geologie in Clausthal. Als Geologe nahm er an verschiedenen Expeditionen teil. 
Seit 1914 veröffentlichte er Gedichte, Dramen und Novellen. 1931 erhielt Beielstein den Literaturpreis der Stadt Essen für den Roman Rauch an der Ruhr. Seit dieser Zeit war er in Essen ansässig. Spätere Romane erreichten teils hohe Auflagen.
Während des Nationalsozialismus war er Landesleiter der Reichsschrifttumskammer.
Nach dem Zweiten Weltkrieg wurde Beielsteins Schrift Öl für Deutschland (1941) in der Sowjetischen Besatzungszone auf die Liste der auszusondernden Literatur gesetzt.
Beielstein wurde auf dem Südwestfriedhof in Essen-Fulerum beigesetzt.

## Veröffentlichungen
- Waldzauber, Roman, 1914
- Stille Stunden, Gedichte, 1916
- Stickstoff, Novelle, 1924
- Novellen, 1924
- Ahasver, Drama, 1926
- Don Juan und Kundry, Drama, 1927
- Rauch an der Ruhr, Roman, 1930
- Die Bohrung Novelle, 1932
- Wir fördern die Kohle, wir schmieden den Stahl, Hörspiel, 1934
- Die große Unruhe, Roman, 1934
- Chor der Maschinen, Novelle, 1935
- Erz und Erde, Gedichte, 1936
- Maximilians letzter Traum, Novelle, 1937
- Öl für Deutschland, Erzählung, 1938
- Der große Imhoff, Roman, 1939
- Das unsinnige Fest, Novelle, 1939
- Einsamkeit, Novellensammlung, 1941
- Sterne zeigen den Weg, Roman, 1951